# تائویخابل
تائویخابل (به لاتین: Tauykhabl) یک منطقهٔ مسکونی در روسیه است که در آدیغیه واقع شده‌است.